# Freddy unter fremden Sternen
Freddy unter fremden Sternen ist ein deutscher Musikfilm von Wolfgang Schleif aus dem Jahr 1959. Es handelt sich um die Fortsetzung des Films Freddy, die Gitarre und das Meer. Die Titelrolle wird wiederum von Freddy Quinn gespielt, in tragenden Rollen sind Gustav Knuth und Vera Tschechowa zu sehen. Filmjuwelen stellte seinerzeit fest, dass „Erfolgsregisseur Wolfgang Schleif“ […] „jede Menge aufregender Spannung, viel Humor und natürlich Freddys wehmütige Lieder in diesem Film“ gepackt habe und „das Ganze vor grandioser kanadischer Wildnis“ stattfinde.

## Handlung
Freddy hat von seinem Onkel ein Grundstück samt Haus in Kanada geerbt. In Hamburg war er an Bord gen Kanada gegangen. Dort lernte er den elfjährigen Waisenjungen Stefan kennen, der sich als blinder Passagier an Bord geschmuggelt hatte. In Kanada wiederum darf Stefan nun nicht einreisen, weil er keine Papiere hat. Mit einem Trick umgeht er die Passkontrollen und fährt später mit Freddy per Boot zu dessen Grundstück. Auf dem Weg dahin treffen sie auf die junge Manuela O’Brien, die sich als Tochter des Grundstücknachbarn Henry O’Brien entpuppt. Manuela ist amüsiert, dass Freddy und Stefan sich eine Ranch aufbauen wollen, zumal sich ihr Haus als verfallene Holzhütte ohne Dach entpuppt, die vor 30 Jahren einmal bessere Zeiten gesehen hat. Manuela lebt auf einer großen Ranch mit zahlreichen Angestellten. Ihr Vater verschweigt ihr jedoch, dass er vor dem Ruin steht. Seinerzeit hatte er für den Bau einen Kredit über 100.000 Dollar aufgenommen, soll das Geld nun jedoch zurückzahlen. Weil er sich verspekuliert hat, kann er nicht zahlen. Es droht die Zwangsversteigerung. Umso gelegener kommt ihm, dass nach dem Tod von Nachbar Ullmann nun dessen Neffe das Grundstück bewirtschaften will. Henry weiß, dass unter dem Nachbargrundstück große Kupfervorkommen liegen. Er hofft, Freddy das Grundstück preiswert abkaufen zu können, um mit dem Ertrag des Kupferverkaufs seine Schulden begleichen zu können. Freddy jedoch will das Grundstück für einige Jahre bewirtschaften und vielleicht verkaufen, wenn er keine Lust mehr auf das Leben in der kanadischen Wildnis hat. Henry beauftragt seinen Handlanger Ted, Freddy die Lust am Leben in Kanada zu nehmen.
Ted lässt zunächst einen Baum ansägen, der auf das Holzhaus fallen soll, stattdessen jedoch das aufgeschlagene Zelt von Freddy und Stefan trifft. Später versuchen Ted und seine Männer, einen Kampf zu provozieren, indem sie Freddy betrunken machen, doch scheitert der Plan, weil Freddy keinen Alkohol trinkt. Die anderen Männer sind zudem gehemmt, da sie das Holzhaus erreicht hatten, als Freddy gerade ein Lied sang. Mit ihm zu singen, macht ihnen viel mehr Freude. Dennoch schreckt Ted auch nicht davor zurück, Stefan zu entführen und auf einer Insel im Fluss auszusetzen. Freddy kann den Jungen jedoch retten. Henry hat genug von den stümperhaften Versuchen Teds und nimmt die Sache nun selbst in die Hand. Er überredet seine Tochter, Freddy schöne Augen zu machen. Dieser denkt immer an seine Susi, die er in Hamburg zurückgelassen hat, auch wenn er von den Frauen der Gegend umschwärmt wird. Nicht nur Manuela sucht seine Nähe. Auch Freddys anderer Nachbar Miller hat vier Töchter, von denen Maud und Ellen in Freddy verliebt sind. Freddy ist zwischen den Frauen hin- und hergerissen und besinnt sich erst, als er Post von Susi erhält. Er geht dennoch gerne mit Stefan auf Manuelas Geburtstagsfeier. Beim Schießen gewinnt er ein Messer, das ihm Ted heimlich stiehlt. Auf dem Fest belauscht Stefan, wie Henry Manuela noch einmal daran erinnert, dass er die Kupfervorkommen auf Freddys Grundstück unbedingt brauche, weshalb sie ihn unbedingt umgarnen müsse. Stefan geht, bevor er hören kann, wie Manuela sich weigert, das Spiel weiter mitzuspielen. Auf dem Heimweg erzählt Stefan Freddy, was er gehört hat, dieser ist schwer enttäuscht.
Henry steht unterdessen kurz vor dem Bankrott. Er hat die Fristen der Bank nicht eingehalten, sodass diese nun weitere Schritte einleiten wird. Ted liest heimlich ein entsprechendes Schreiben der Bank. Er hat es schon länger auf Manuela abgesehen und bietet Henry an, sie zur Frau zu nehmen. Er habe Geld gespart, sodass es Manuela bei ihm besser gehen werde als bei Henry. Henry jedoch lacht ihn aus und schickt ihn weg. Wenig später sieht Freddy Rauchwolken in der Ferne. Henrys Ranch brennt und Freddy kommt gerade rechtzeitig, um den in den Flammen gefangenen Henry zu retten. An der Brandursprungsstelle finden die Ermittler neben einem Benzinkanister auch Freddys Messer. Bevor er ernsthaft verdächtigt werden kann, wird Ted als Täter ermittelt. Später sucht Henry Freddy auf und berichtet ihm ehrlich, warum er Interesse an seinem Grundstück habe. Freddy jedoch will nicht verkaufen, weil er in Ruhe auf seinem Grundstück leben und arbeiten will und keinerlei Pläne hat, plötzlich ein Industrieller zu werden. Henry akzeptiert Freddys Entscheidung, auch wenn sie seinen Ruin bedeutet. Kurz darauf erscheint ein Polizist, der nach Stefans Papieren fragt. Da Stefan keine besitzt, wird er ausgewiesen werden. Kurzerhand entscheidet sich Freddy, Stefan zurück nach Hamburg zu begleiten. Er verkauft sein Land nun doch an Henry. In Kanada wiederum bleiben zahlreiche traurige Frauen zurück.

## Produktion
Freddy unter fremden Sternen wurde unter dem Arbeitstitel Freddy und das Lied der Sehnsucht gedreht. Die Kostüme schuf Eva Maria Schröder, die Filmbauten stammen von Gabriel Pellon und Peter Röhrig. Der Film erlebte am 17. Dezember 1959 in mehreren deutschen Städten seine Premiere und wurde der kassenstärkste deutsche Film des Jahres 1960. Im Jahr 2007 erschien der Film auf DVD. Am 6. September 2019 gab Filmjuwelen den Film innerhalb der Reihe Juwelen der Filmgeschichte heraus.
Freddy Quinn singt im Film die Lieder Du mußt alles vergessen, Unter fremden Sternen und Guitar Playing Joe. Hannelore Elsner gab in Freddy unter fremden Sternen ihr Leinwanddebüt.

## Rezeption

### Kritik
Der Filmdienst befand, Freddy unter fremden Sternen sei „nicht minder seicht und kitschig“ als der erste Teil Freddy, die Gitarre und das Meer. Cinema nannte den Film „eine[n] Schmachtfetzen, wie ihn das Publikum liebte“.

### Auszeichnung
Als „kassenstärkster Film deutsch“ wurde Freddy unter fremden Sternen 1961 mit dem Bambi ausgezeichnet.